# ヴェスコヴァーナ
ヴェスコヴァーナ（伊: Vescovana）は、イタリア共和国ヴェネト州パドヴァ県にある、人口約1,700人の基礎自治体（コムーネ）。

## 地理

### 位置・広がり

#### 隣接コムーネ
隣接するコムーネは以下の通り。括弧内のROはロヴィーゴ県所属を示す。
- バルボーナ
- ボアーラ・ピザーニ
- グランツェ
- ロヴィーゴ (RO)
- サントゥルバーノ
- スタンゲッラ
- ヴィッラ・エステンセ

### 気候分類・地震分類
ヴェスコヴァーナにおけるイタリアの気候分類 (it) および度日は、zona E, 2466 GGである。
また、イタリアの地震リスク階級 (it) では、zona 3 (sismicità bassa) に分類される。